# Affaire Perruche
Pour les articles homonymes, voir Perruche (homonymie).
L'affaire Perruche est une affaire française relative à l'indemnisation du « préjudice d'être né » qui s'est déroulée à partir de 1989 en France, devant les tribunaux français, le Parlement français, puis la Cour européenne des droits de l'homme et enfin le Conseil constitutionnel.
Cette affaire porte d'abord sur la notion de « préjudice d'être né » et la responsabilité médicale, et les débats qu'elle a suscités se sont étendus aux questions de handicap, d'eugénisme et d'avortement. L'affaire tient son nom de Nicolas Perruche, né gravement handicapé, sa mère ayant contracté une rubéole non diagnostiquée et n'ayant pu de ce fait recourir à une interruption médicale de grossesse.

## Faits: histoire de la famille Perruche
En 1982, la petite fille de quatre ans du couple Perruche attrape la rubéole, maladie bénigne a priori, mais dangereuse pour un embryon avant 18 semaines d’aménorrhée.
Près d’un mois plus tard, Madame Perruche présente les mêmes symptômes que sa fille, caractéristiques de la rubéole. Son médecin lui prescrit un test lui permettant de décider d’une interruption de grossesse ou non, au cas où son embryon aurait contracté cette maladie.
Mme Perruche indique au médecin que si son enfant a contracté la rubéole, et donc que les chances sont grandes pour elle d'accoucher d'un enfant très gravement handicapé, elle demandera une interruption de grossesse.
L’examen de sang, immédiatement prescrit, examen banal effectué en laboratoire, se révèle négatif à la rubéole. Mais un autre examen, effectué 15 jours plus tard par le même laboratoire, se révèle positif.
Un contrôle, réglementaire, est donc effectué sur le premier prélèvement, qui se révèle positif.
Ces résultats ne sont pas contradictoires.
En effet, une personne ayant contracté la rubéole se révèle ensuite positive aux tests. En d’autres termes, si les deux échantillons sont positifs, cela signifie simplement que la personne a antérieurement attrapé la rubéole, et que les analyses ne font que révéler des traces encore présentes dans le sang de cette ancienne contamination, donc sans transmission au fœtus possible.
Au contraire, si l’échantillon était négatif le 12 mai et positif le 27, cela signifie que la rubéole est bien présente et en cours d’évolution. L’embryon a donc le risque de devenir un enfant aveugle, sourd, muet, cardiaque et mentalement handicapé.
Le médecin affirme à Mme Perruche, alors âgée de 26 ans, que c’est la première version qui est la bonne, autrement dit que son embryon n'a pas la rubéole.
Le 14 janvier 1983 naît Nicolas[réf. nécessaire], affligé de troubles neurologiques graves, surdité bilatérale, rétinopathie (œil droit ne voyant pas et glaucome), et cardiopathie[réf. nécessaire], dus, sans contestation aucune, à la rubéole contractée par sa mère[réf. nécessaire]. Cette dernière aurait choisi une interruption médicale de grossesse (IMG). Nicolas ne serait alors pas né.
En juillet 1989, alors que Nicolas est âgé de 6 ans et demi, le couple Perruche assigne au fond le médecin, le laboratoire et leurs assureurs, au nom de leur enfant.

## Droit et procédure: arrêt Perruche

### Procédure
Le 13 janvier 1992, le tribunal de grande instance d'Évry juge le laboratoire et le médecin « responsables de l'état de santé de Nicolas Perruche et les condamne in solidum avec leurs assureurs » à l'indemnisation de Nicolas et de ses parents.
Le 17 décembre 1993, la Cour d'appel de Paris infirme partiellement le jugement, en refusant d'admettre la réparation pour l'enfant Nicolas.
Par arrêt du 26 mars 1996, la première chambre civile de la Cour de cassation casse l'arrêt dans les termes suivants : « Attendu qu'en se déterminant ainsi, alors qu'il était constaté que les parents avaient marqué leur volonté, en cas de rubéole, de provoquer une interruption de grossesse et que les fautes commises les avaient faussement induits dans la croyance que la mère était immunisée, en sorte que ces fautes étaient génératrices du dommage subi par l'enfant du fait de la rubéole de sa mère, la cour d'appel a violé le texte susvisé. »
Le 5 février 1999, la Cour d'appel d'Orléans, statuant comme cour de renvoi, déclare que le préjudice de Nicolas n'est pas dû aux fautes du laboratoire et du médecin, mais a été causé par une infection rubéolique intra-utérine. Les parents forment un nouveau pourvoi en cassation.
Par un arrêt du 17 novembre 2000, la Cour de cassation, en Assemblée plénière, casse cet arrêt et donne ainsi raison aux époux Perruche en déclarant « que dès lors que les fautes commises par le médecin et le laboratoire dans l'exécution des contrats formés avec Mme Perruche avaient empêché celle-ci d'exercer son choix d'interrompre sa grossesse et ce afin d'éviter la naissance d'un enfant atteint d'un handicap, ce dernier peut demander la réparation du préjudice résultant de ce handicap et causé par les fautes retenues. » C'était la première fois que la jurisprudence consacre en termes aussi clairs le droit pour l'enfant né handicapé d'être indemnisé de son propre préjudice (le fait que les parents soient indemnisés n'était pas en cause dans cette affaire et n'est plus contesté depuis longtemps[Quand ?] au moment de la décision).

## Portée de l'arrêt: opinion publique et loi «anti-Perruche»

### Réactions publiques
Cet arrêt a provoqué un tollé[réf. nécessaire] dans l'opinion publique et des commentaires parfois très critiques dans la doctrine juridique. On reprochait à la Cour de cassation d'avoir considéré comme un préjudice le seul fait d'être né : en effet, selon les critiques, si le laboratoire n'avait pas commis cette faute, Nicolas Perruche ne serait pas né, puisqu'il y aurait eu une interruption de grossesse. La seule conséquence de la faute du laboratoire était donc que Nicolas Perruche soit venu au monde, puisque les lésions qu'il avait subies ne pouvaient être évitées et n'étaient en tout état de cause pas les conséquences de la faute du laboratoire médical, qui n'avait commis qu'une erreur de diagnostic.
Des associations de défense des handicapés ont alors mené la fronde[réf. nécessaire], estimant que cet arrêt affirmait que la vie des handicapés ne méritait pas d'être vécue.
Cependant, on peut considérer que ce que répare la Cour de cassation dans cette affaire n'est pas la vie reçue par Nicolas Perruche mais exclusivement le dommage résultant du handicap[réf. nécessaire]. C'est d'ailleurs ce que précise l'Assemblée Plénière dans un arrêt du 28 novembre 2001 où elle statue que le préjudice subi par l'enfant n'est pas une perte de chance mais le handicap lui même.

### Loi «anti-Perruche»: interdiction de l'indemnisation du préjudice d'être né
Le député Jean-François Mattei a ensuite proposé, le 3 décembre 2001, une loi spécifique concernant l'indemnisation dans de tels cas. Reprise à l'article premier de la loi Kouchner du 4 mars 2002, relative aux droits des malades et à la qualité du système de santé, cette disposition fait aujourd'hui l'objet de l'article L. 114-5 du code de l'action sociale et des familles.
Cet article déclare qu'il n'était pas possible d'être indemnisé pour « le préjudice d'être né » et pose le principe selon lequel le coût des soins aux handicapés devrait être pris en charge par la solidarité nationale ; mais cette dernière disposition est restée lettre morte, seule l'impossibilité d'obtenir réparation du préjudice personnel étant entrée en vigueur (cf. ci-dessous la condamnation de la France par la Cour européenne des droits de l'homme).
Cet article de loi avait pour principal objectif, selon ses initiateurs, de « répondre aux problèmes juridiques et éthiques posés par l’évolution de la jurisprudence relative à la responsabilité médicale en matière de diagnostic prénatal depuis l’arrêt Perruche de la Cour de cassation (17 novembre 2000, confirmé par un arrêt du 28 novembre 2001). »

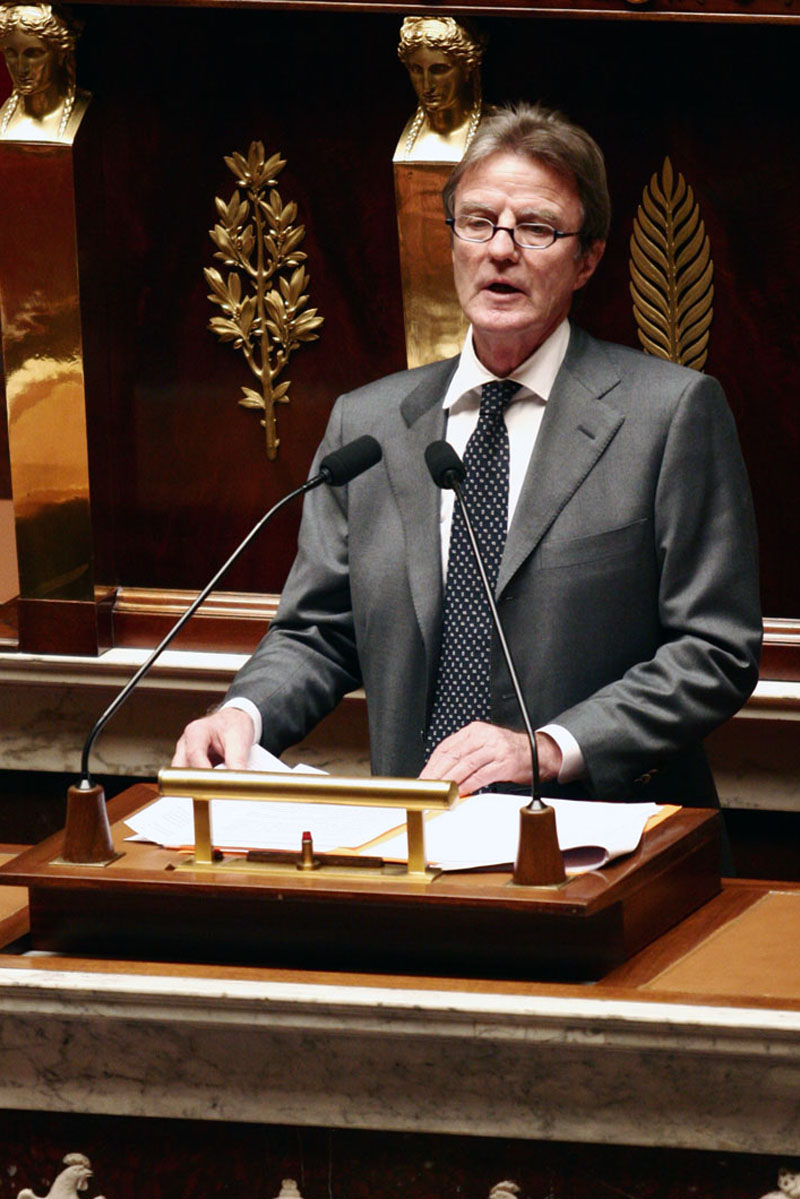
Bernard Kouchner

Le ministre de la Santé, Bernard Kouchner, avait ainsi présenté le projet de loi « relatif à l'interdiction de poursuivre une action en indemnisation du fait d'un handicap naturellement transmis » :
« 
Mesdames, Messieurs,
Pour la première fois, sans doute l'union s'est faite contre une décision de justice : droite et gauche, croyants et non-croyants, valides et handicapés.
Tous ont dénoncé dans les termes les plus vifs un arrêt de la Cour de cassation du 17 novembre 2000 : eugénisme, discrimination, handiphobie sont les mots utilisés par les plus mesurés des commentateurs qu'ils soient journalistes ou juristes.
Ce projet de loi est né de cette émotion. Il trouve ses racines dans les valeurs de respect et d'égalité qui fondent notre civilisation. Il exprime par un ajout à l'article 16 du code civil notre attachement au respect dû aux personnes handicapées.

Un enfant atteint d'un handicap congénital ou d'ordre génétique peut-il se plaindre d'être né infirme au lieu de n'être pas né, telle est la question qu'il vous est demandé de trancher par la loi. »
À partir de 2002, certains couples ont régulièrement remis en cause cette loi. La Cour européenne des droits de l'homme a été à son tour saisie par des parents. L'article premier de la loi Kouchner a été transféré dans le code de l'action sociale et des familles par l'article 2 de la loi du 11 février 2005 relative aux handicapés et à l'égalité des chances, qui dispose d'autre part que « la personne handicapée a droit à la compensation des conséquences de son handicap » quel qu’il soit. Toutefois, cette compensation ne vise qu’à compenser certaines charges liées au handicap (besoin d'aides humaines ou techniques, aménagement du logement et du véhicule, etc.) et ne constitue donc pas une réparation intégrale du préjudice, qui avait été rendu possible par l'arrêt Perruche.

## Suite

### Condamnation de la France par la Cour européenne des droits de l'homme

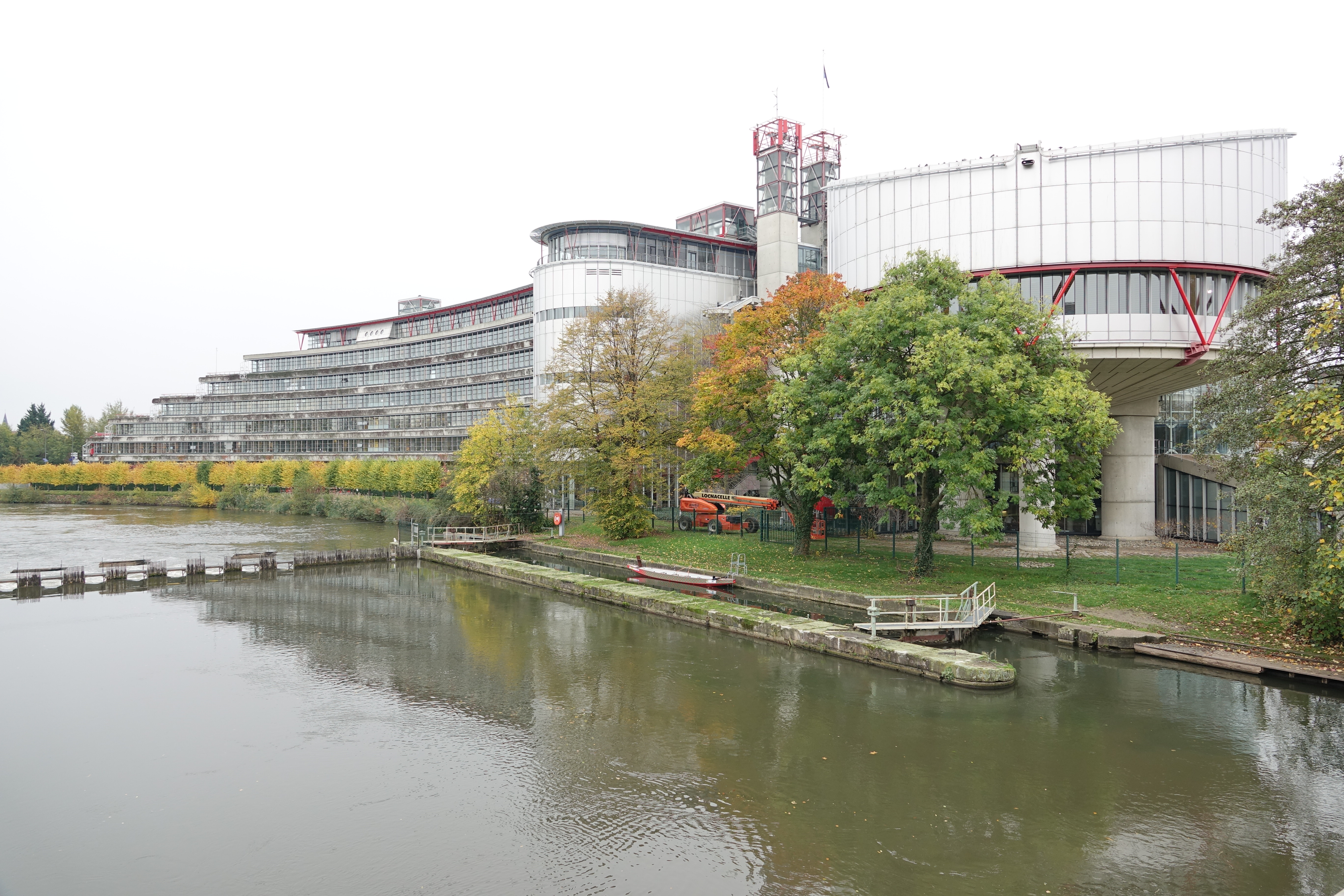
Cour européenne des droits de l'homme à Strasbourg

Dans deux arrêts du 6 octobre 2005 (affaires Maurice et Draon), la Cour européenne des droits de l'homme a condamné la France à l'unanimité des 17 juges formant la Grande Chambre pour l'application rétroactive de la loi dite « anti-arrêt Perruche »,,. Les juges européens ont estimé les indemnisations versées jusqu'à présent aux requérants « clairement insuffisantes ».
Elle s'est fondée sur l'article 1er du protocole numéro 1 de la Convention européenne des droits de l'homme qui accorde « à toute personne physique ou morale » le « droit au respect de ses biens » ce qui comprend les créances, c'est-à-dire, en l'espèce, le droit d'être indemnisé pour le préjudice que la Cour de cassation française avait reconnu.
La Cour a souligné « qu'en supprimant purement et simplement avec effet rétroactif une partie essentielle des créances en réparation » auxquelles pouvait prétendre l'enfant né handicapé « le législateur français l'a privé d'une valeur patrimoniale préexistante et faisant partie de son patrimoine ». Elle pointe également du doigt le fait que depuis 2002, l'engagement par l'État de prendre en charge le coût lié à une naissance handicapée n'avait pas été tenu, et que les familles qui avaient intenté une action en indemnisation qui leur avait été fermée par la loi du 4 mars 2002 n'avaient pas d'indemnisation équivalente.

### Réception de la condamnation par les juridictions françaises
Se mettant en conformité avec cet arrêt de la Cour européenne des droits de l'homme, la première chambre civile de la Cour de cassation a rendu trois arrêts le 24 janvier 2006,,, qui ont fait dire à certains commentateurs que la loi anti-arrêt Perruche ne s'appliquerait jamais. Et en effet, la loi anti Perruche ne s'applique pas non plus aux instances introduites après son entrée en vigueur dès lors que la révélation du dommage (en général la naissance de l'enfant) a été antérieure à son entrée en vigueur .
Le Conseil d'État adopte la même position dans un arrêt du 24 février 2006. Toutefois, il ne va pas aussi loin que la Cour de cassation sur l'application de la loi dans le temps.
Le Conseil d'État avait précédemment estimé que la loi était conforme au premier protocole additionnel à la CEDH,,.

### Question prioritaire de constitutionnalité
À l'occasion de l'entrée en vigueur au 1er mars 2010 de la question prioritaire de constitutionnalité (QPC), la constitutionnalité du « dispositif anti-jurisprudence « Perruche » » a fait l'objet de l'une des premières questions, qui sera publiée le 11 juin 2010 sous la référence 2010-2 QPC.
Dans cette décision, les juges du Conseil déclarent la loi partiellement conforme ne censurant que son application immédiate aux affaires en cours. Plus précisément, la rétroactivité de la loi est limitée au moment du préjudice et non de l'entrée en vigueur de la loi. C'est-à-dire que les procédures pour l'indemnisation du préjudice d'être né entamées avant l'entrée en vigueur de la loi sont recevables mais pas celles entamées après l'entrée en vigueur de la loi du 4 mars 2002.
Les conséquences de cette censure partielle ont été directement mises en œuvre par  le Conseil d’État, le 13 mai 2011 ; dans cette décision, la Haute juridiction rejette le pourvoi ayant soulevé la QPC, les requérants ayant introduit leur demande en réparation après l'entrée en vigueur de la loi du 4 mars 2002. Ainsi une action introduite avant le 4 mars 2002 reste recevable devant les juridictions administratives, une action introduite postérieurement à cette date est en revanche irrecevable comme ce fut le cas pour les requérants dans cet arrêt.
La Haute juridiction judiciaire a en revanche une interprétation plus extensive de cette censure partielle par le Conseil constitutionnel. Le 15 décembre 2011 la Première chambre civile de la Cour de cassation précise la non-rétroactivité de la loi, et indique que les affaires concernant des enfants nés avant le 7 mars 2002, mais dont l’action en justice a été introduite postérieurement à cette date, ne sont pas concernées par la loi dite « anti-Perruche ». Une procédure pour le « préjudice d'être né » peut donc être entamée en ce qui concerne les enfants nés avant le 7 mars 2002 et ce quelle que soit la date d'introduction de l'instance.

## État du droit dans d'autres pays
La question du préjudice d'être né s'est déjà posée dans d'autres pays, et les conclusions des tribunaux étrangers divergent parfois de celles des tribunaux français.

### Droit québécois
En droit québécois, la principale décision judiciaire en ce qui concerne le préjudice d'être né est l'arrêt Cooke c. Suite de 1995. Dans cette affaire, un couple réclame 226 294 $ à un médecin obstétricien qui a mal exécuté une chirurgie de ligature des trompes, de sorte que le couple a mis au monde un quatrième enfant, ce qui implique des frais d'entretien inattendus. La Cour d'appel du Québec affirme que rien ne s'oppose à ce que la naissance inattendue d'un enfant en bonne santé puisse constituer un préjudice et elle rejette le pourvoi du médecin. Le juge  Chouinard conclut que « Refuser d'octroyer les dépenses d'entretien de l'enfant Kyle, au motif de l'ordre public attaché à la protection de la vie, implique la négation de la conséquence directe de la faute médicale reconnue, en plus de nier le droit à la planification familiale universellement pratiquée ».